# Żerań 3471
Żerań 3471 – pierwszy polski radioodbiornik samochodowy ze wzmacniaczem (lampowy), produkowany w Zakładach Radiowych im. Marcina Kasprzaka w Warszawie. Przystosowany konstrukcyjnie do montażu w samochodzie Warszawa M-20.

## Charakterystyka
Umożliwia odbiór stacji na falach długich, średnich, a po zastosowaniu przystawki również na falach krótkich. Układ odbiornika (superheterodynowy) zawiera 6 lamp elektronowych: ECH81 (2 sztuki), EF89 (2 sztuki), EBF89, EL84.